# Svarta Fanor (tidskrift)
Svarta Fanor var en svensk kristet konservativ eller anarko-konservativ  tidskrift som gavs ut av Bo Cavefors under mitten av 1990-talet. Utgivningen fortsatte under början av 2000-talet som mailtidskrift och senare som blogg, samtidigt som merparten av text- och bildmaterialet tillsammans med tidigare opublicerat material publiceras i bokform.